# Sešat-sekentiu
Sešat-sekentiu je bio drevni Egipćanin. Živio je tijekom 4. dinastije. Umro je za vrijeme vladanja faraona Kufua. Bio je svećenik nazvan po božici pisanja Sešat. Svi su svećenici bili njezine sluge jer su bili pismeni. Pokopan je u mastabi G 2120 u Gizi.